# Crátero (plebeyo)
Crátero (en griego: Κρατερός, romanizado: Krateros) fue un tendero o posadero griego bizantino cuya hija, Teófano Anastaso, se casó con el emperador bizantino Romano II a mediados del siglo x.

## Biografía
Crátero fue el padre de la emperatriz Teofano Anastaso, quien se casó con el posterior emperador bizantino Romano II a mediados de la década de 950. Según la muy encomiástica descripción del Teófanes Continuatus se contaba a Crátero como miembro de la nobleza bizantina, mientras que Juan Escilitzes afirma que era un tendero o posadero. El nombre de su esposa era María.